# Geografia Mauritiusa

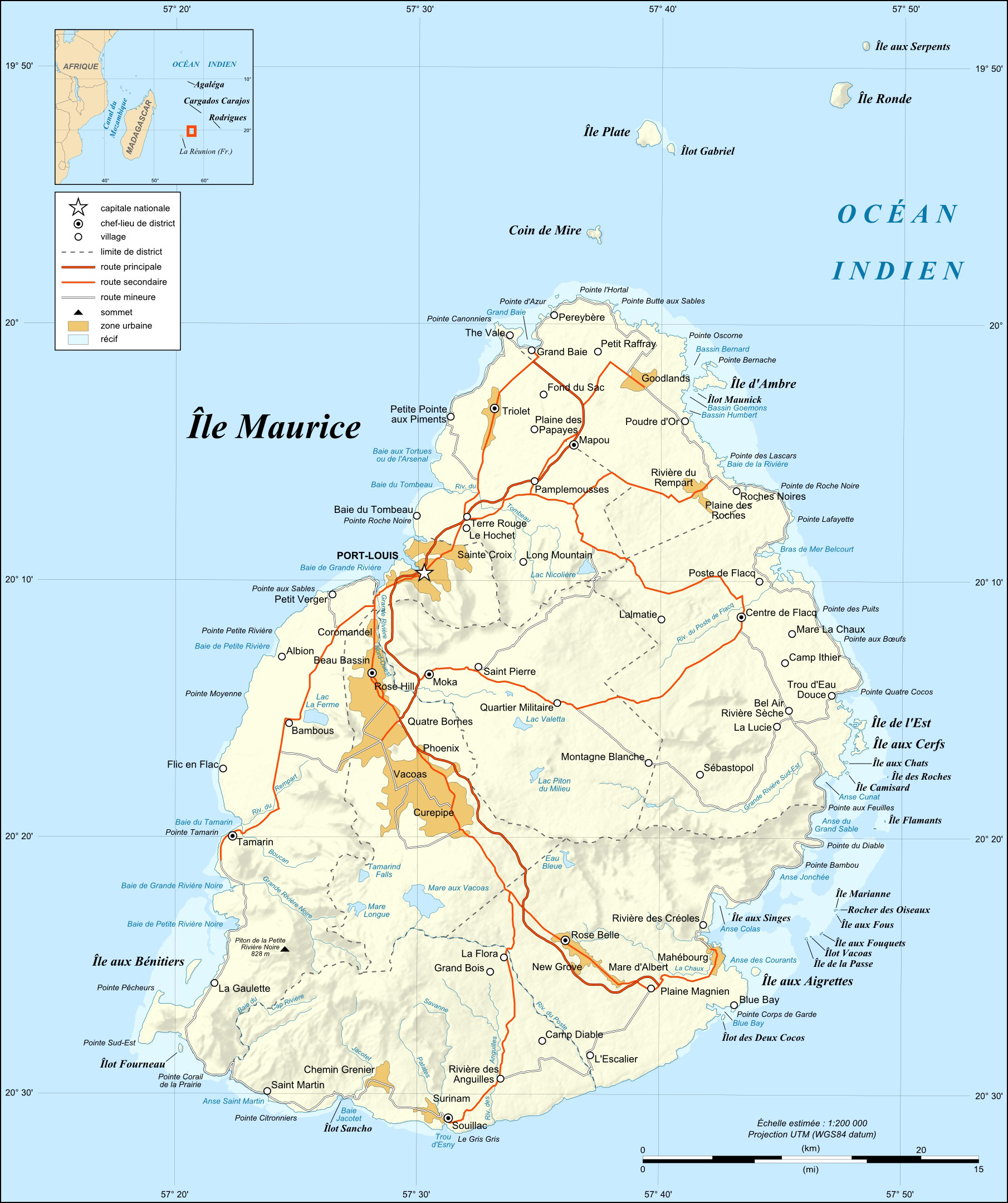
Mapa Mauritiusa

Mauritius jest wyspiarskim państwem leżącym na Oceanie Indyjskim na wschód od Madagaskaru. Państwo składa się z kilku wysp, z których największa – Mauritius liczy 1864 km², a druga co do wielkości – Rodrigues ma jedynie 109 km² powierzchni. Resztę stanowią mniejsze wysepki z grup Cargados Carajos i Agalega. Wyspy należą do Archipelagu Maskarenów.

## Powierzchnia i granice
Powierzchnia – całkowita: 1860 km²
Skrajne punkty – północny 19°48'S, południowy 20°31'S, zachodni 57°17'E, wschodni 57°50'E

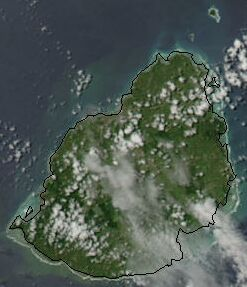
Zdjęcie satelitarne Mauritiusa

Na wschód od głównej wyspy (w odległości 550 km) leży Rodrigues, która ma następujące współrzędne punktów skrajnych – północny 19°39'S, południowy 19°50'S, zachodni 63°16'E, wschodni 63°32'E.
Mauritius leży 890 km na wschód od Madagaskaru i 165 km na północny wschód od Reunionu.
Jako kraj wyspiarski Mauritius poprzez wody terytorialne Oceanu Indyjskiego graniczy od południowego zachodu z Reunionem, będącym terytorium zamorskim Francji.
Długość linii brzegowej – 177 km.

## Budowa geologiczna i rzeźba
Wyspy są pochodzenia wulkanicznego, Mauritius jest starą wyspą pozbawioną aktywności wulkanicznej. Mniejszy Rodrigues jest młodszy i zbudowany w niemal całości z bazaltów. Brak aktywności wulkanicznej sprawił, że obie wyspy mają łagodną rzeźbę terenu.
Mauritius jest wyżynną wyspą, gdzie teren łagodnie wznosi się od rozwiniętego wybrzeża na północnym i na północnym wschodzie; by osiągnąć stosunkowo duże wysokości. Posuwając się w tym kierunku, najpierw pojawia się pasmo Port Luis, potem teren opada w kierunku Płaskowyżu Centralnego. Dalej na południowym zachodzie teren wznosi się i osiąga 828 m n.p.m. jest to Piton de la Petite Rivière Noire, który jest najwyższym szczytem wyspy.
Rodrigues jest pod względem rzeźby terenu mniej przyjazny ludziom, mimo że jego najwyższy szczyt nie przekracza 400 m n.p.m. Powierzchnia wyspy jest silnie pofałdowana i poprzecinana licznymi dolinami, na których dnie płyną rwące potoki.

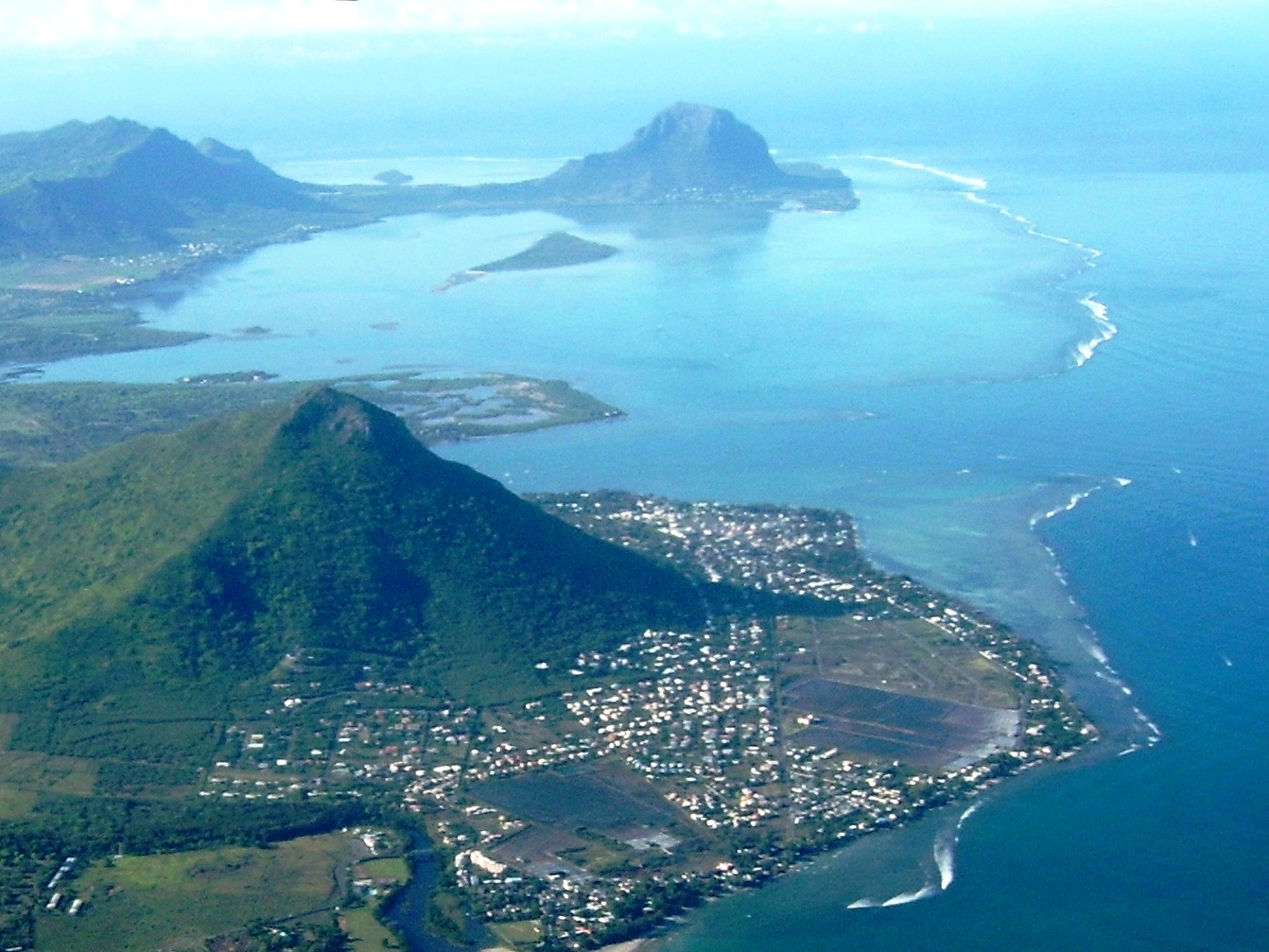
Mauritius z lotu ptaka

## Klimat
Mauritius leży w strefie klimatu zwrotnikowego wilgotnego. Na klimat ma istotny wpływ ocean i występujące przez cały rok ciepłe prądy morskie. Sprawia to, że temperatury osiągają wartości charakterystyczne raczej dla strefy równikowej niż zwrotnikowej, mimo że kraj leży zaledwie trzy stopnie od Zwrotnika Koziorożca.
Opady średnio utrzymują się na poziomie 1300 mm rocznie. Temperatury zaś wahają się średnio od 21 °C w lipcu do 26 °C w styczniu. Kraj corocznie nawiedzany jest przez cyklony.
Góry mają także mają wpływ na klimat, a zwłaszcza na opady. Pasma górskie stanowią przeszkodę dla pasatów wiejących z południowego wschodu, przez co duża część zachodniego wybrzeża jest odizolowana od tych wiatrów. Południowo-zachodnia część kraju otrzymuje około 950 mm deszczu rocznie. Natomiast po przeciwnej stronie wyspy opady mogą sięgać nawet 1600 mm. Zdarza się, że i te wartości są przekraczane. Choć wyspy są niezbyt wysokie, to wysokość nad poziomem morza ma pewien wpływ na temperaturę, która w najwyższych partiach gór i na płaskowyżu jest niższa średnio o 1 do 2 °C.

## Wody
Sieć rzeczna jest dobrze rozwinięta ze względu na obfite opady deszczu. Jednak wszystkie rzeki są krótkie, bystre, z licznymi progami i wodospadami, a miejscami w dolinach występują rwące potoki. Wszystkie rzeki uchodzą do Oceanu Indyjskiego. Główne rzeki kraju to: Rivière des Creoles, Rivière du Rempart i Rivière Tamarin. Ta ostatnia jest odpływem największego jeziora w kraju – Mare aux Vacoas.
Wyspy posiadają kilka jezior m.in. największe z nich Mare aux Vacoas, które leży w południowo-zachodniej części wyspy Mauritius.

## Gleby
Na Mauritiusie przeważają żyzne gleby, które wytworzyły się na wulkanicznym podłożu. Lokalnie gleby są zróżnicowane, przez co ich poziom żyzności jest zróżnicowany. Na wybrzeżach wysp występują wapniste regosole, których poziom żyzności jest niski, a ponadto w wielu miejscach są one zasolone. Zbocza dolin są pokryte mało żyznymi litosolami. Wilgotne obszary wyspy, gdzie występuje podłoże wulkaniczne, są pokryte żyznymi andosolami próchnicznymi. Poza wyżej wymienionymi glebami miejscami można spotkać gleby ferralitowe i glejowe.

## Flora
Szata roślinna jest nieco zubożona przez działalność człowieka. Poza wytworzonymi przez człowieka pastwiskami, dominują sawanny, około jednej trzeciej powierzchni zajmują lasy, które porastają obszary górskie. Na wybrzeżach powszechne są palmowate. Wokół wysp w wodach oceanu rosną koralowce, które niestety ulegają od wielu lat degradacji. Przyczyną jest nie tylko działalność człowieka, ale i zmiany klimatyczne.

## Fauna
Świat zwierząt jest dość ubogi, szczególnie pod kątem liczby gatunków. Jest to związane nie bezpośrednio z działaniem człowieka, lecz z samą wielkością wysp.
W wodach oceanu występuje wiele gatunków ryb w tym rekiny. Do latających ssaków należy zaliczyć nietoperze, m.in. nietoperze owocowe. Część zwierząt na wyspach pojawiła się wraz z człowiekiem, np. myszy, szczury, a także sprowadzone przez Holendrów w XVII wieku jelenie. Z ptaków głównym gatunkiem jest flaming, zaś z gadów występują gekony i żółwie morskie.
Na Mauritiusie znajduje się Park Narodowy Black River Gorges oraz kilka małych rezerwatów, takich jak np. Round Island.